# (15363) Ysaye
(15363) Ysaye (1996 FT6) – planetoida z grupy pasa głównego asteroid okrążająca Słońce w ciągu 3,42 lat w średniej odległości 2,27 j.a. Odkryta 18 marca 1996 roku.